# جون باني (ممثل)
جون باني (بالإنجليزية: John Bunny)‏ هو ممثل أمريكي، ولد في 21 سبتمبر 1863 بنيويورك في الولايات المتحدة، وتوفي في 26 أبريل 1915 ببروكلين في الولايات المتحدة.

## أعمال

### أفلام
- (1914) قلوب وألماسات

## وصلات خارجية
- جون باني على موقع IMDb (الإنجليزية)
- جون باني على موقع روتن توميتوز (الإنجليزية)
- جون باني على موقع أول موفي (الإنجليزية)
- جون باني على موقع قاعدة بيانات برودواي على الإنترنت (الإنجليزية)
- جون باني على موقع قاعدة بيانات برودواي على الإنترنت (الإنجليزية)
- جون باني على موقع قاعدة بيانات برودواي على الإنترنت (الإنجليزية)
- جون باني على موقع إن إن دي بي (الإنجليزية)
- جون باني على موقع قاعدة بيانات الفيلم (الإنجليزية)